# Atlantisk klyftmossa
Atlantisk klyftmossa (Molendoa warburgii) är en bladmossart som beskrevs av Richard Henry Zander 1993. Atlantisk klyftmossa ingår i släktet klyftmossor, och familjen Pottiaceae. Arten har ej påträffats i Sverige. Inga underarter finns listade i Catalogue of Life.